# Lieblos
Lieblos ist der zweitgrößte Ortsteil der Gemeinde Gründau im Main-Kinzig-Kreis in Hessen. In diesem Ortsteil ist der Sitz der Gemeindeverwaltung (Rathaus, Bürgerzentrum).
Der Ort liegt im Gelnhäuser Kinzigtal am südlichen Rand des Büdinger Waldes (Herzberg).

## Geschichte

### Vorgeschichte
Zwei in der westlichen Gemarkung von Lieblos (aber kurz vor der Gemarkungsgrenze Rothenbergens) gefundene gebrannte Tonurnen aus der Urnenfelderkultur (einer mitteleuropäischen Kultur der späten Bronzezeit), lassen auf eine Besiedlung der Anhöhen rechts (nördlich) der Kinzig schon 1000 vor unserer Zeitrechnung schließen, auch aus der davor liegenden Hügelgräberkultur (Mittlere Bronzezeit) und der nachfolgenden Hallstattzeit sind Grabungsfunde vorhanden.

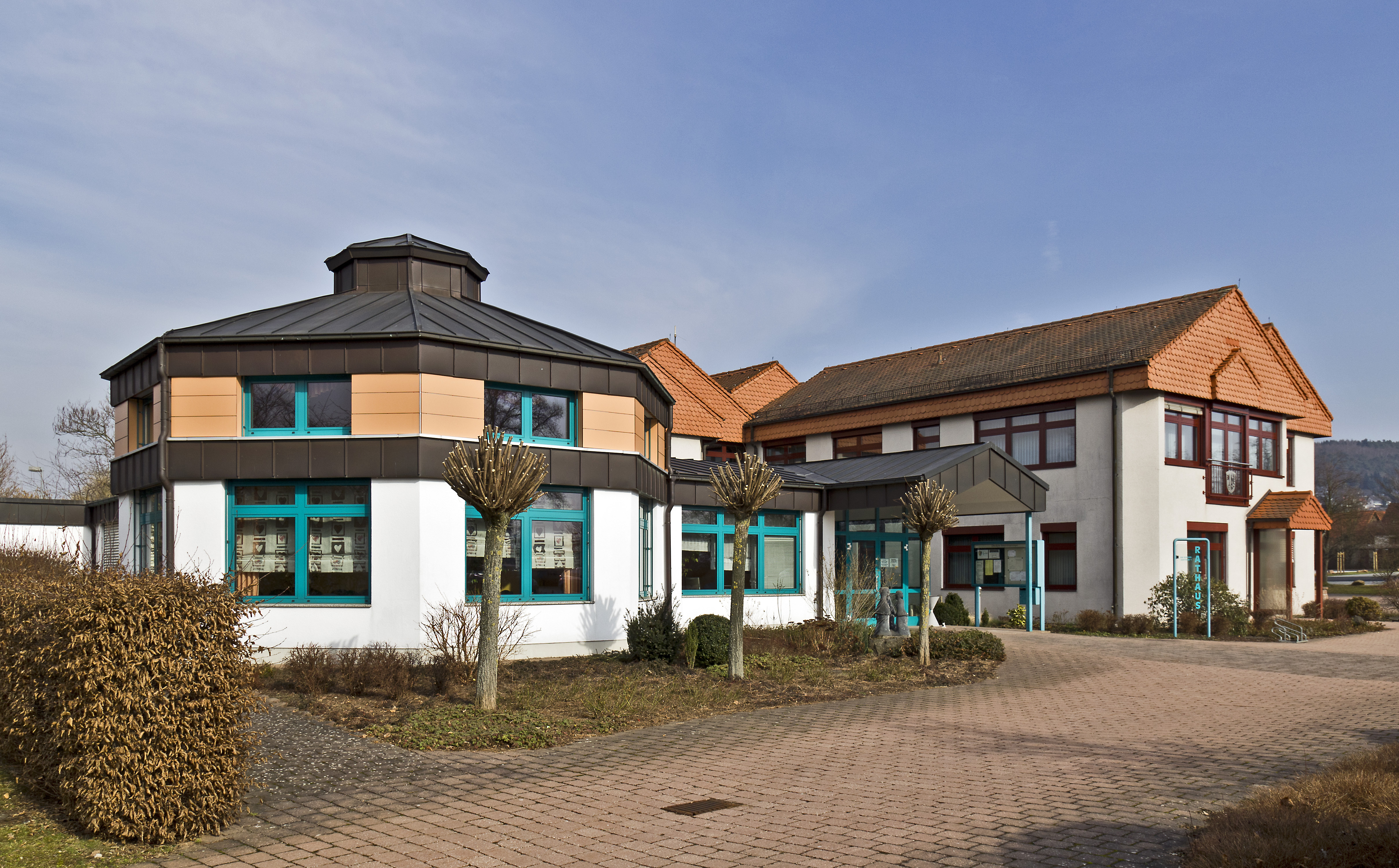
Rathaus Gründau in Lieblos

### Mittelalter
Lieblos wird soweit bekannt erstmals im Jahre 1173 urkundlich unter dem Ortsnamen Libelas in einer Urkunde des Klosters Selbold erwähnt, in der es um Abgrenzungen der Besitzungen zwischen dem Kloster Selbold und dem Kloster Meerholz ging. Weitere Erwähnungen fand der Ort als Liblas (1174), Livela ()1219, Libelahes (1258), Lyebelohs (1299), Liebeloz (1370), Liebillas (1372) und Liebles (1556).
Manchmal wird der Ortsname auf einen vermuteten Gründer zurückgeführt. Wahrscheinlicher ist jedoch die These, dass im Namen einerseits das gängige Element „Lieb-“ vorhanden ist (vgl. Liebenau, Liebenzell, Liebenwerda usw.) und andererseits die Flurbezeichnung „Los“ für ein zugelostes Stück Land (vgl. Magdlos, Friedlos usw.). „Lieb-Los“ hieße dann: „Liebevolles oder gutes zugelostes Land“.

### 20. Jahrhundert
Vom 18. Jahrhundert bis 1938 gab es in Lieblos eine jüdische Gemeinde. Die ehemalige Synagoge in Lieblos, deren Inneneinrichtung bei den Novemberpogromen 1938 in Brand gesetzt wurde, wird seit 1945 als Mehrfamilienwohnhaus genutzt.
Am Ostermontag 1945 (2. April) rückte ein Teil der aus Finnland über Norwegen zurückgekehrten 9. SS-Gebirgsdivision (Nord) als sogenannter wandernder Kessel bis in den Vogelsberg vor, erreichte (Leisenwald) und überrumpelte die dortige schwache US-amerikanische Besatzung. Im Verlauf der folgenden schweren Kämpfe wurde die Einheit nahezu völlig aufgerieben. Einzelne Soldaten schlugen sich bis zum Herzberg nördlich von Lieblos durch; ein Jahr später soll man noch das Skelett eines Soldaten im Gebüsch neben der unterhalb des Herzbergs herziehenden „Hohen Straße“ gefunden haben.
Ende Februar 1960 wurde das neue Gebäude der evangelischen Kirche für die Gemeinden Lieblos und Roth eingeweiht.
Hessische Gebietsreform
Im Zuge der Gebietsreform in Hessen fusionierten die bis dahin selbständige Gemeinden Breitenborn, Gettenbach, Lieblos und Niedergründau zum 31. Dezember 1971 freiwillig zur neuen Gemeinde Gründau. Für alle eingegliederten Gemeinden von Gründau wurde je ein Ortsbezirk errichtet.

### Verwaltungsgeschichte im Überblick
Die folgende Liste zeigt die Staaten und Verwaltungseinheiten, denen Lieblos angehört(e):
- vor 1806: Heiliges Römisches Reich, Grafschaft Ysenburg-Büdingen-Meerholz, Gericht Lieblos
- ab 1806: Fürstentum Isenburg (Rheinbund),[Anm. 2] Gericht Lieblos
- ab 1813: Generalgouvernement Frankfurt,[Anm. 3] Gericht Lieblos
- ab 1815: Kaisertum Österreich,[Anm. 4] Gericht Lieblos
- ab 1816: Kurfürstentum Hessen,[Anm. 5] Amt Wächtersbach, Gericht Spielberg
- ab 1821: Kurfürstentum Hessen, Kreis Gelnhausen[Anm. 6]
- ab 1848: Kurfürstentum Hessen, Bezirk Hanau
- ab 1851: Kurfürstentum Hessen, Kreis Gelnhausen
- ab 1867: Königreich Preußen,[Anm. 7] Provinz Hessen-Nassau, Regierungsbezirk Kassel, Kreis Gelnhausen
- ab 1871: Deutsches Reich, Königreich Preußen, Provinz Hessen-Nassau, Regierungsbezirk Kassel, Kreis Gelnhausen
- ab 1918: Deutsches Reich,[Anm. 8] Freistaat Preußen, Provinz Hessen-Nassau, Regierungsbezirk Kassel, Kreis Gelnhausen
- ab 1944: Deutsches Reich, Freistaat Preußen, Provinz Kurhessen, Landkreis Gelnhausen
- ab 1945: Amerikanische Besatzungszone,[Anm. 9] Groß-Hessen, Regierungsbezirk Wiesbaden, Landkreis Gelnhausen
- ab 1946: Amerikanische Besatzungszone, Hessen, Regierungsbezirk Wiesbaden, Landkreis Gelnhausen
- ab 1949: Bundesrepublik Deutschland, Hessen, Regierungsbezirk Wiesbaden, Landkreis Gelnhausen
- ab 1968: Bundesrepublik Deutschland, Hessen, Regierungsbezirk Darmstadt, Landkreis Gelnhausen
- ab 1972: Bundesrepublik Deutschland, Hessen, Regierungsbezirk Darmstadt, Landkreis Gelnhausen, Gemeinde Gründau
- ab 1974: Bundesrepublik Deutschland, Hessen, Regierungsbezirk Darmstadt, Main-Kinzig-Kreis, Gemeinde Gründau

### Geschichte ortsbezogener Geldwirtschaft: Banken, Kreditgewerbe, Raiffeisenkassen
Am 31. Januar 1909 wurde der Liebloser Spar- und Darlehenskassenverein gegründet. Der Niedergründauer Spar- und Darlehenskassenverein schloss sich am 23. Oktober 1938 mit dem Liebloser Spar- und Darlehenskassenverein zusammen. Am 20. Dezember 1950 wurde der Liebloser Spar- und Darlehenskassenverein in Raiffeisenkasse Lieblos umbenannt. 10 Jahre später, nämlich am 14. November 1960 schlossen sich die Raiffeisenkasse Roth und die Raiffeisenkasse Lieblos zur Raiffeisenkasse Lieblos zusammen. Am 28. Juni 1963 kam die Raiffeisenkasse Rothenbergen dazu. Die nächste Fusion erfolgte am 29. März 1972, indem die Raiffeisenkassen Lieblos und Meerholz zur neuen Raiffeisenbank Mittlere Kinzig zusammenwuchsen. Diese neue Raiffeisenbank wurde am 11. Mai 1990 in Raiffeisenbank Gelnhausen umbenannt.
Am 13. September 2001 erfolgte Zusammenschluss der Raiffeisenbank Gelnhausen und der VR Bank Bad Orb-Gelnhausen unter dem Namen VR Bank Bad Orb-Gelnhausen eG.
Neben der Zweigstelle der VR Bank hat die Sparda-Bank Hessen (im Gewerbegebiet Kinzigtal-Zentrum) eine Zweigstelle.

## Bevölkerung
Einwohnerstruktur 2011
Nach den Erhebungen des Zensus 2011 lebten am Stichtag dem 9. Mai 2011 in Lieblos 3582 Einwohner. Darunter waren 285 (7,9 %) Ausländer. Nach dem Lebensalter waren 702 Einwohner unter 18 Jahren, 1562 zwischen 18 und 49, 636 zwischen 50 und 64 und 672 Einwohner waren älter. Die Einwohner lebten in 1485 Haushalten. Davon waren 435 Singlehaushalte, 378 Paare ohne Kinder und 519 Paare mit Kindern, sowie 129 Alleinerziehende und 30 Wohngemeinschaften. In 291 Haushalten lebten ausschließlich Senioren und in 1026 Haushaltungen lebten keine Senioren.
Einwohnerentwicklung
| Lieblos: Einwohnerzahlen von 1834 bis 2020 | Lieblos: Einwohnerzahlen von 1834 bis 2020 | Lieblos: Einwohnerzahlen von 1834 bis 2020 | Lieblos: Einwohnerzahlen von 1834 bis 2020 | Lieblos: Einwohnerzahlen von 1834 bis 2020 |
| --- | ------------------------------------------ | ------------------------------------------ | ------------------------------------------ | ------------------------------------------ |
| Jahr |                                            |                                            |                                            | Einwohner                                  |
| 1834 | 1834                                       |                                            | 906                                        | 906                                        |
| 1840 | 1840                                       |                                            | 952                                        | 952                                        |
| 1846 | 1846                                       |                                            | 921                                        | 921                                        |
| 1852 | 1852                                       |                                            | 886                                        | 886                                        |
| 1858 | 1858                                       |                                            | 860                                        | 860                                        |
| 1864 | 1864                                       |                                            | 866                                        | 866                                        |
| 1871 | 1871                                       |                                            | 870                                        | 870                                        |
| 1875 | 1875                                       |                                            | 862                                        | 862                                        |
| 1885 | 1885                                       |                                            | 853                                        | 853                                        |
| 1895 | 1895                                       |                                            | 888                                        | 888                                        |
| 1905 | 1905                                       |                                            | 1.021                                      | 1.021                                      |
| 1910 | 1910                                       |                                            | 1.061                                      | 1.061                                      |
| 1925 | 1925                                       |                                            | 1.162                                      | 1.162                                      |
| 1939 | 1939                                       |                                            | 1.303                                      | 1.303                                      |
| 1946 | 1946                                       |                                            | 1.740                                      | 1.740                                      |
| 1950 | 1950                                       |                                            | 1.959                                      | 1.959                                      |
| 1956 | 1956                                       |                                            | 2.102                                      | 2.102                                      |
| 1961 | 1961                                       |                                            | 2.142                                      | 2.142                                      |
| 1967 | 1967                                       |                                            | 2.363                                      | 2.363                                      |
| 1970 | 1970                                       |                                            | 2.382                                      | 2.382                                      |
| 1980 | 1980                                       |                                            | ?                                          | ?                                          |
| 1993 | 1993                                       |                                            | ?                                          | ?                                          |
| 2000 | 2000                                       |                                            | ?                                          | ?                                          |
| 2011 | 2011                                       |                                            | 3.582                                      | 3.582                                      |
| 2015 | 2015                                       |                                            | 3.715                                      | 3.715                                      |
| 2020 | 2020                                       |                                            | 3.727                                      | 3.727                                      |
| Datenquelle: Historisches Gemeindeverzeichnis für Hessen: Die Bevölkerung der Gemeinden 1834 bis 1967. Wiesbaden: Hessisches Statistisches Landesamt, 1968. Weitere Quellen: LAGIS; Gemeinde Gründau; Zensus 2011 |                                            |                                            |                                            |                                            |

 Historische Religionszugehörigkeit
| • 1885: | 807 evangelische (= 94,61 %), 19 katholischer (= 2,23 %), 27 jüdische (= 3,17 %) Einwohner |
| • 1961: | 1691 evangelische (= 78,94 %), 420 katholische (= 19,61 %) Einwohner                       |

## Politik
Für Lieblos besteht ein Ortsbezirk (Gebiete der ehemaligen Gemeinde Lieblos) mit Ortsbeirat und Ortsvorsteher nach der Hessischen Gemeindeordnung.
Der Ortsbeirat besteht aus sieben Mitgliedern. Bei den Kommunalwahlen in Hessen 2021 betrug die Wahlbeteiligung zum Ortsbeirat 45,78 %. Dabei wurden gewählt: drei Mitglieder der CDU und je Zwei Mitglied der SPD und der Liste „Bürger für Gründau“ (FWG). Der Ortsbeirat wählte Gerd Specht (FWG) zum Ortsvorsteher.

## Kulturdenkmäler
Siehe: Liste der Kulturdenkmäler in Gründau#Lieblos

## Einrichtungen
Im Ort gibt es:
- ein Bürgerhaus
- die Kinzigtalschule, eine Grundschule
- ein großes Gewerbegebiet, das Kinzigtalzentrum
- die Kinzigmühle[20]
- die evangelische Paul-Gerhardt-Kirche von 1960

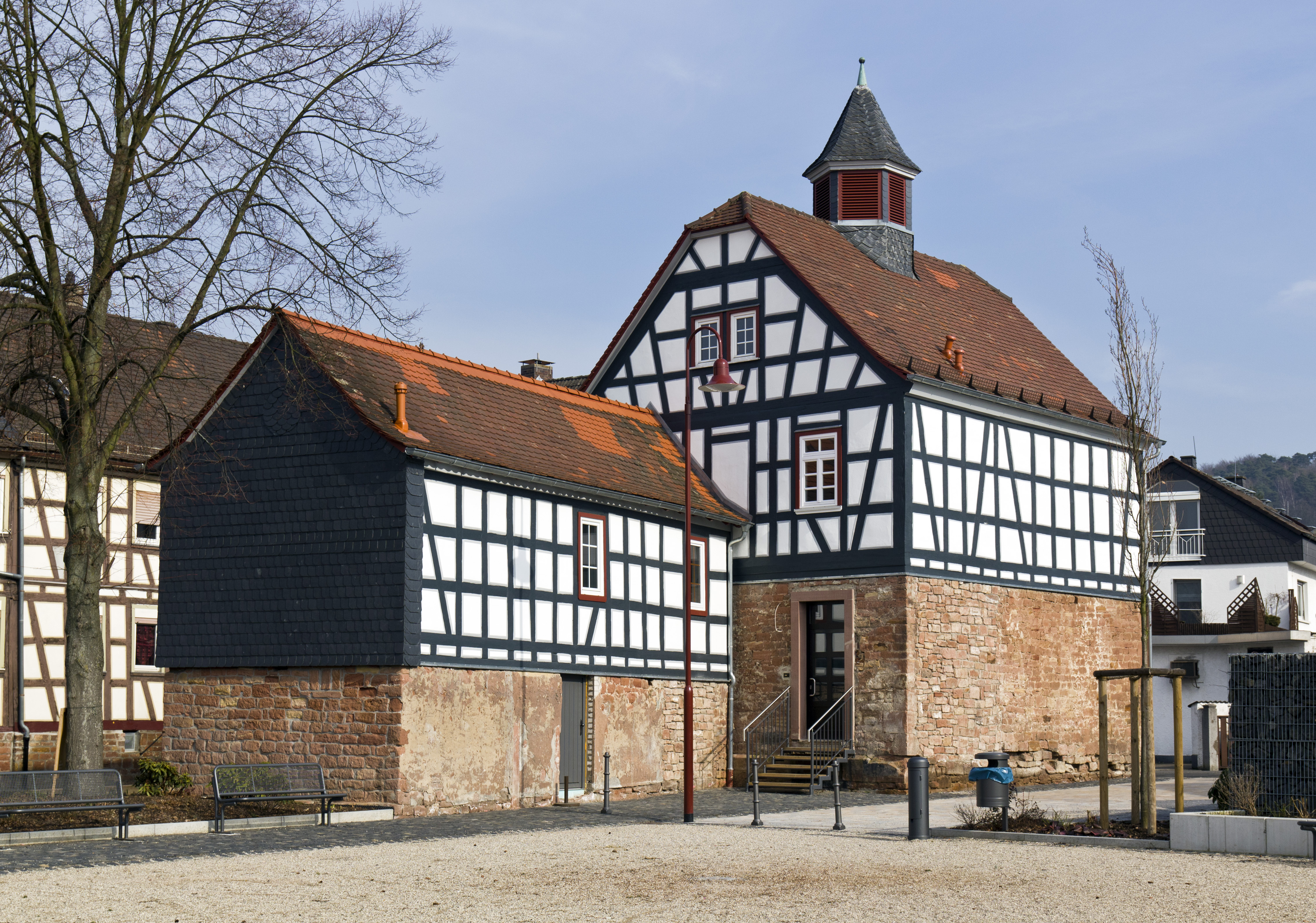
Alte Schule
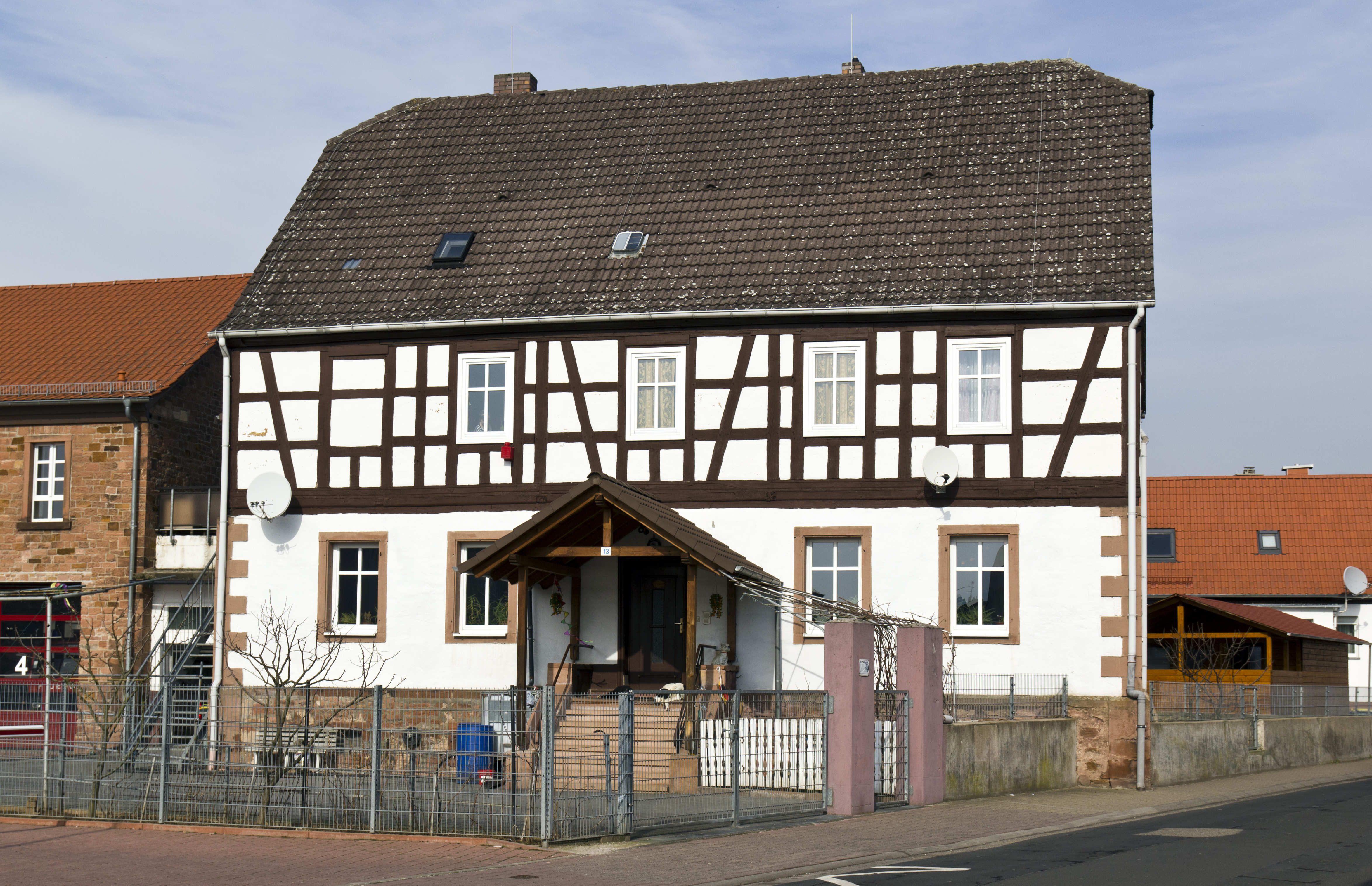
Wohnhaus des ehemaligen herrschaftlichen Hofgutes
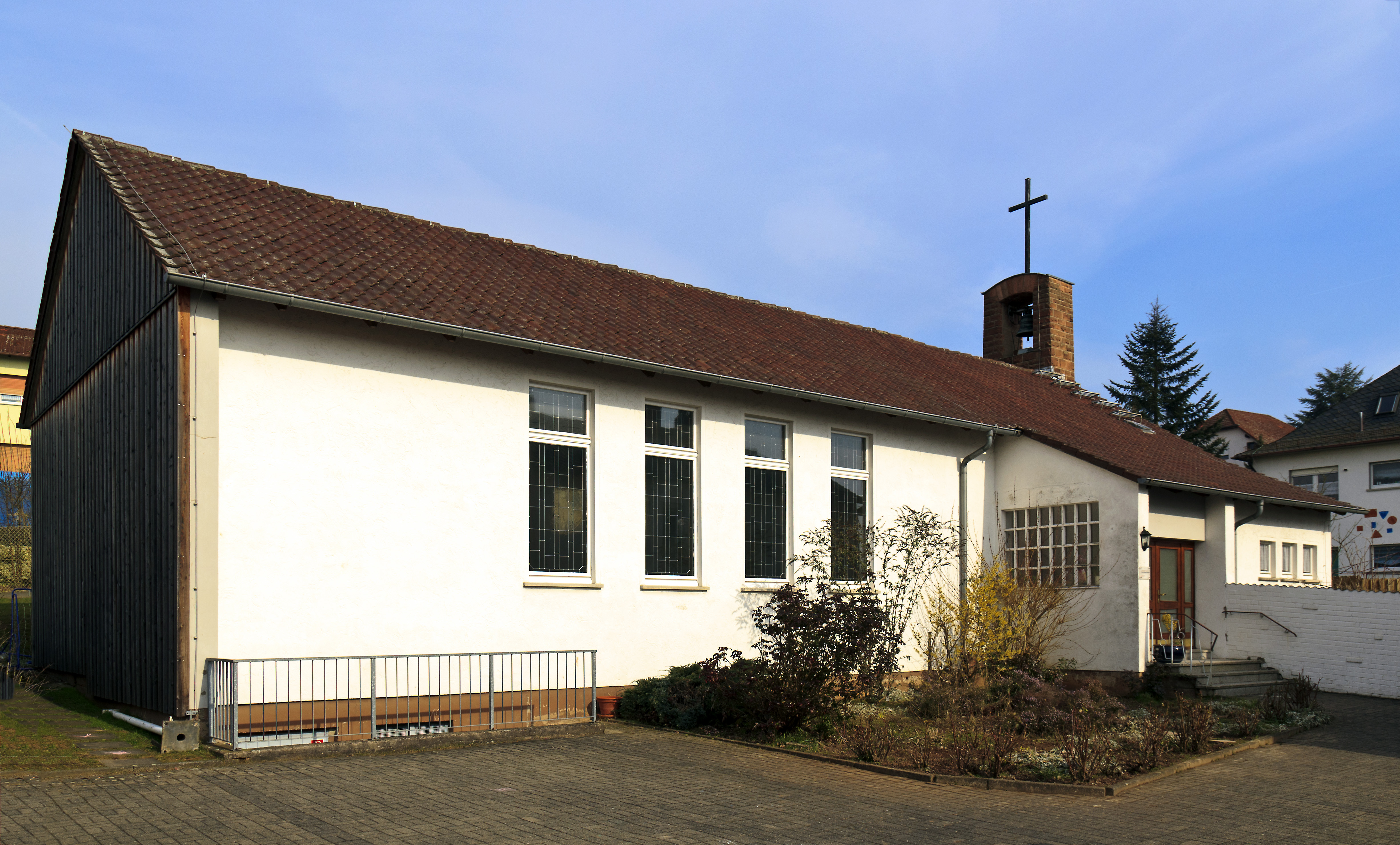
Paul-Gerhardt-Kirche
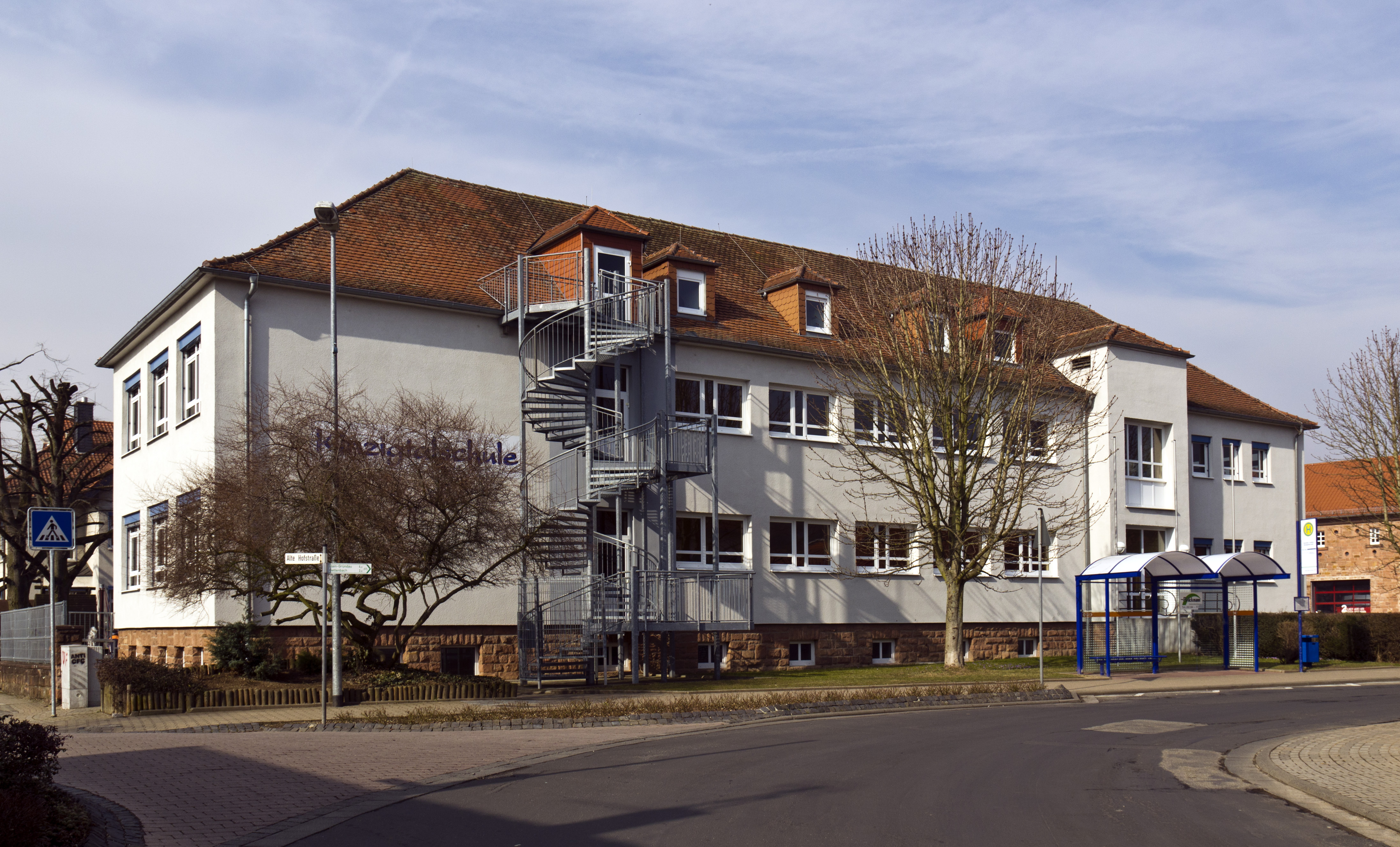
Kinzigtalschule

## Verkehr

### Autobahn und Straßen
Am südlichen Ortsrand führt die Bundesautobahn 66 mit einer eigenen Anschlussstelle vorbei, am westlichen Ortsrand die Bundesstraße 457, die als Ortsumgehung ausgebaut wurde. In Ortsnähe treffen sich die Kreisstraßen 225 und 903. Durch Lieblos führt die Landesstraße 3333. Direkt östlich an den Ort schließt sich der Ortsteil Roth der Stadt Gelnhausen an.

### ÖPNV: Bahn und Bus
Der Ortsteil besitzt mit dem Haltepunkt Lieblos (50° 12′ 25,4″ N, 9° 8′ 38,2″ O) eine Bahnstation an der Bahnstrecke Gießen–Gelnhausen (Lahn-Kinzig-Bahn). Während früher drei Gleise und entsprechende Weichen vorhanden waren, ist der Bahnhof heute auf ein Bahnsteiggleis zurückgebaut. Die ehemaligen Nebenanlagen liegen bereits größtenteils in der Gemarkung Roth der Stadt Gelnhausen, das Empfangsgebäude hingegen liegt in der Gemarkung Lieblos.
In Lieblos gibt es einen der wenigen Bahnübergänge, deren Schranken noch von einem Schrankenwärter bedient werden (Die Schranke ist 1936 gebaut worden).
Vom Bahnhof Lieblos der Lahn-Kinzig-Bahn zweigte früher ein Gleis zu dem 1936 in Rothenbergen errichteten Militärflugplatz (Fliegerhorst) ab, das nach dem Zweiten Weltkrieg für das Industriegebiet in Rothenbergen (StEG – Staatliche Erfassungsgesellschaft, WIBAU – Straßenbaugesellschaft - u. a.) genutzt wurde; es ist mittlerweile stillgelegt und teilweise überbaut worden.

## Persönlichkeiten

### Mit Lieblos verbundene Persönlichkeiten
- Reinhard Stumpf, Fußballspieler und -trainer